# Edremit (district, Van)
Edremit is een Turks district in de provincie Van en telt 24.228 inwoners (2007). Het district heeft een oppervlakte van 270,3 km². Hoofdplaats is Edremit.
De bevolkingsontwikkeling van het district is weergegeven in onderstaande tabel.
| 1997   | 2000   | 2007   |
| ------ | ------ | ------ |
| 15.696 | 18.005 | 24.228 |